# Скијавонија-Боскета (Тревизо)
Скијавонија-Боскета је насеље у Италији у округу Тревизо, региону Венето.
Према процени из 2011. у насељу је живело 20 становника. Насеље се налази на надморској висини од 5 м.